# Pat Walsh
Patricia Margaret „Pat” Walsh (ur. 16 marca 1960) – irlandzka lekkoatletka, dyskobolka i sprinterka.
Podczas igrzysk olimpijskich w Los Angeles (1984) zajęła 9. miejsce w rzucie dyskiem z wynikiem 55,38.
Dwukrotnie startowała w mistrzostwach Europy: w 1982 zajęła 15. miejsce w rzucie dyskiem, w 1986 odpadła w eliminacjach 400 metrów.
Biegła na drugiej zmianie irlandzkiej sztafety 4 × 400 metrów, która odpadła w eliminacjach na mistrzostwach świata w 1987.
Reprezentantka kraju w zawodach pucharu Europy.
Złota medalistka mistrzostw Irlandii Północnej (1985, rzut dyskiem), 14 razy triumfowała w mistrzostwach Irlandii (bieg na 400 metrów: 1986 i 1988, pchnięcie kulą: 1979 i 1985, rzut dyskiem: 1977–1985 oraz rzut oszczepem: 1977).
Kilkunastokrotna rekordzistka kraju w rzucie dyskiem, dwukrotna rekordzistka Irlandii w sztafecie 4 × 400 metrów.

## Rekordy życiowe
- Bieg na 200 metrów – 24,14 (1987)[6]
- Bieg na 400 metrów – 53,06 (1987)[6] do 1998 rekord Irlandii[5]
- Bieg na 800 metrów – 2:05,46 (1988)[6]
- Pchnięcie kulą – 16,29 (1984)[6]
- Rzut dyskiem – 57,60 (1984)[1] rekord Irlandii[7][8]